# Ashville (Pennsylvanie)
Pour les articles homonymes, voir Ashville.
Ashville est un borough situé au nord-est de la partie centrale du comté de Cambria, en Pennsylvanie, aux États-Unis,. En 2010, il comptait une population de 227 habitants.

## Démographie
Lors du recensement de 2010, le borough comptait une population de 227 habitants. Elle est estimée, le 1er juillet 2019, à 232 habitants.

### Source de la traduction
- (en) Cet article est partiellement ou en totalité issu de l’article de Wikipédia en anglais intitulé « Ashville, Pennsylvania » (voir la liste des auteurs).